# Catedrala din Palermo
Catedrala din Palermo este principalul lăcaș de cult romano-catolic din Palermo, Sicilia, Italia.